# Plonger (roman)
Pour les articles homonymes, voir Plonger (homonymie).
Cet article concerne le roman. Pour le film, voir Plonger (film).
Plonger est un roman de Christophe Ono-dit-Biot paru le 22 août 2013 aux éditions Gallimard et ayant reçu le Grand prix du roman de l'Académie française et le prix Renaudot des lycéens la même année.

## Historique
Ce roman a été récompensé par le Grand prix du roman de l'Académie française le 24 octobre 2013 au premier tour par onze voix contre quatre à Les Évaporés de Thomas Reverdy et trois à Apollinaria de Capucine Motte. Le 14 novembre 2013, il reçoit également le prix Renaudot des lycéens.

## Résumé
Le roman traite de la rencontre et de l'histoire d'amour contrariée entre César, le narrateur, journaliste, et Paz, une photographe asturienne dont la première page du livre révèle qu'elle est morte, son cadavre nu ayant été retrouvé sur une plage d'un pays arabe. Adressée à Hector, le fils qui est né de la liaison entre les deux personnages principaux, l'histoire couvre ainsi la formation de leur couple, la crise qui les secoue lors d'un voyage à la Biennale de Venise, pendant laquelle ils conçoivent leur enfant, puis enfin le délitement de leur relation pendant la grossesse.
César a vu de ses yeux les dégâts du tsunami de 2004 dans l'océan Indien et a été pris en otage au Liban ; aussi ne veut-il plus quitter l'Europe, qu'en revanche il visite volontiers avec Paz. Cette dernière se passionne pour les requins, dont elle a adopté un spécimen, et manifestement étouffe sur le Vieux Continent. Jusqu'à ce qu'après une exposition de ses travaux au musée du Louvre, sommet d'une carrière artistique qu'une critique de César a contribué à lancer, elle parte sans lui, meure et le contraigne à prendre l'avion pour aller procéder à la reconnaissance de corps.

## Éditions
- Paris, Éditions Gallimard, 2013, 443 p.,  (ISBN 978-2-07-013427-4), (BNF 43670742)
- Paris, Éditions Gallimard, coll. « Folio » no 5885, 2014, 454 p.,  (ISBN 978-2-07-046345-9), (BNF 44276605)

## Adaptation cinématographique
En 2017, le roman est adapté au cinéma dans le film homonyme, Plonger, réalisé par Mélanie Laurent avec Gilles Lellouche et María Valverde dans les rôles principaux.